# Пяскі-Мале
Пяскі-Мале (пол. Piaski Małe, нім. Paatzig) — село в Польщі, у гміні Степниця Голеньовського повіту Західнопоморського воєводства.
Населення — 36 осіб (2011).

## Демографія
Демографічна структура станом на 31 березня 2011 року:
|          | Загалом | Допрацездатний вік | Працездатний вік | Постпрацездатний вік |
| -------- | ------- | ------------------ | ---------------- | -------------------- |
| Чоловіки | 18      | 3                  | 11               | 4                    |
| Жінки    | 18      | 4                  | 9                | 5                    |
| Разом    | 36      | 7                  | 20               | 9                    |